# سیمون گانیه
سیمون گانیه (فرانسوی: Simon Gagné‎؛ زادهٔ ۲۹ فوریهٔ ۱۹۸۰) بازیکن هاکی روی یخ اهل کانادا است.
وی همچنین برندهٔ جوایزی همچون جام استنلی شده‌است.
از باشگاه‌هایی که در آن بازی کرده‌است می‌توان به فیلادلفیا فلایرز و تمپا بی لایتنینگ اشاره کرد.